# Гай Лициний Вар
Гай Лици́ний Вар (лат. Gaius Licinius Varus; умер после 236 года до н. э.) — римский государственный деятель и военачальник из плебейского рода Лициниев, консул 236 года до н. э.

## Биография
Гай Лициний Вар происходил из старинного плебейского рода. Лицинии были в составе самой первой коллегии народных трибунов и достигли консульства в 364 году до н. э. Правда, в промежутке между 361 и 236 годами они ни разу не упоминаются в Капитолийских фастах. Отец и дед Гая Лициния носили преномен Публий.
Все сохранившиеся известия о Гае Лицинии относятся к его консульству в 236 году до н. э. Сначала Гай Лициний вместе со своим коллегой Публием Корнелием Лентулом Кавдином двинулся во главе армии на север, к Ариминуму, чтобы противостоять угрожавшим Италии галлам, но эта угроза миновала из-за начавшихся у галлов раздоров. После этого консулы разделились, и Лицинию в качестве провинции досталась Корсика. Из-за нехватки кораблей он отправил на остров своего легата Марка Клавдия Глицию с небольшими силами, тот смог принудить корсов к выгодному для Рима миру, но прибывший позже Гай Лициний отказался признавать договор и продолжил войну.
Сын Гая Лициния Публий Лициний Вар был городским претором в 208 году до н. э.